# Pedro Antonio Hermoso
Pedro Antonio Hermoso (Granada, 19 de abril de 1763-Madrid, 15 de enero de 1830) fue un escultor español.

## Biografía
Nació en Granada el 19 de abril de 1763. Inclinado desde joven a la escultura, logró alcanzar una pensión del obispo de Jaén, Agustín Rubín de Ceballos, con cuyo auxilio pasó a Madrid, recomendado a Roberto Michel, y se inscribió como alumno de la Academia de San Fernando, donde ganó diversos premios mensuales, y el segundo de tercera clase, segundo de segunda y primero de primera en los concursos generales de 1784, 1787 y 1790.
Encargado de ejecutar los retablos y estatuas de la iglesia de San Juan de Dios, la Academia de San Fernando le nombró como recompensa a sus méritos individuo de dicha clase, ascendiéndole a teniente director de sus estudios en 23 de octubre de 1814, y posteriormente a director. Agraciado por Carlos IV con los honores de escultor de cámara, obtuvo su efectividad por muerte de José Álvarez y nombramiento de Fernando VII; pero no pudo disfrutar largo tiempo de dicha distinción por fallecer el 15 de enero de 1830. en Madrid.
Manuel Ossorio y Bernard citaba como suyos varios retablos y estatuas de la desaparecida iglesia de San Juan de Dios —iglesia del Salvador y san Nicolás en la plazuela de Antón Martín—, entre los que sobresalía El Cristo del Perdón, en un altar inmediato al presbiterio; destruida por completo la iglesia al comienzo de la guerra civil española, nada queda de la obra que, según Elías Tormo, le dio fama en Madrid recién llegado de Granada; también citaba Ossorio los pasos que salían en la procesión del Viernes Santo, entre los que sobresalían La flagelación de Jesucristo en la columna, y un Ecce-Homo; los cuatro ángeles en la capilla mayor de la iglesia parroquial de San Ginés; otros dos sobre el cuadro de la capilla mayor de San Justo; la venerada imagen de Nuestra Señora de la Consolación y Correa, en la iglesia de Santo Tomás —destruida por un incendio en 1872—; una copia del Apolino de Florencia, y el Moisés arrojando las Tablas de la Ley, que Dios le había dado en el Sinaí, existentes en la Academia de San Fernando; las estatuas de las cuatro virtudes cardinales que figuraron en 1829 en las exequias de la reina María Josefa Amalia de Sajonia; los cuatro relieves del retrato de la casa del Labrador en Aranjuez; unas estatuas que adornaban el tabernáculo de la catedral de Sevilla, y otros muchos trabajos para diferentes provincias y dominios españoles en Ultramar.
En 1829 se le encargó un grupo con Apolo y diversas alegorías para servir de remate a la fachada principal del edificio del Museo del Prado, para la que también diseñó el relieve enmarcado por dos figuras sobre el friso y las alegorías en forma de matronas de la Escultura y la Pintura que debían situarse en la columnata baja. El proyecto, que no se llegó a ejecutar, sólo se conoce por un dibujo a pluma y aguada de su hijo Manuel Hermoso, fechado en 1831. Antes de fallecer solo tuvo tiempo de encargarse de adquirir la piedra de Colmenar y preparar el modelo del Apolo, fracasando luego todos los intentos de ejecutar su figura y el resto del proyecto emprendidos por otros artistas en diversos momentos a lo largo del siglo XIX.